# 戰鎚 (武器)

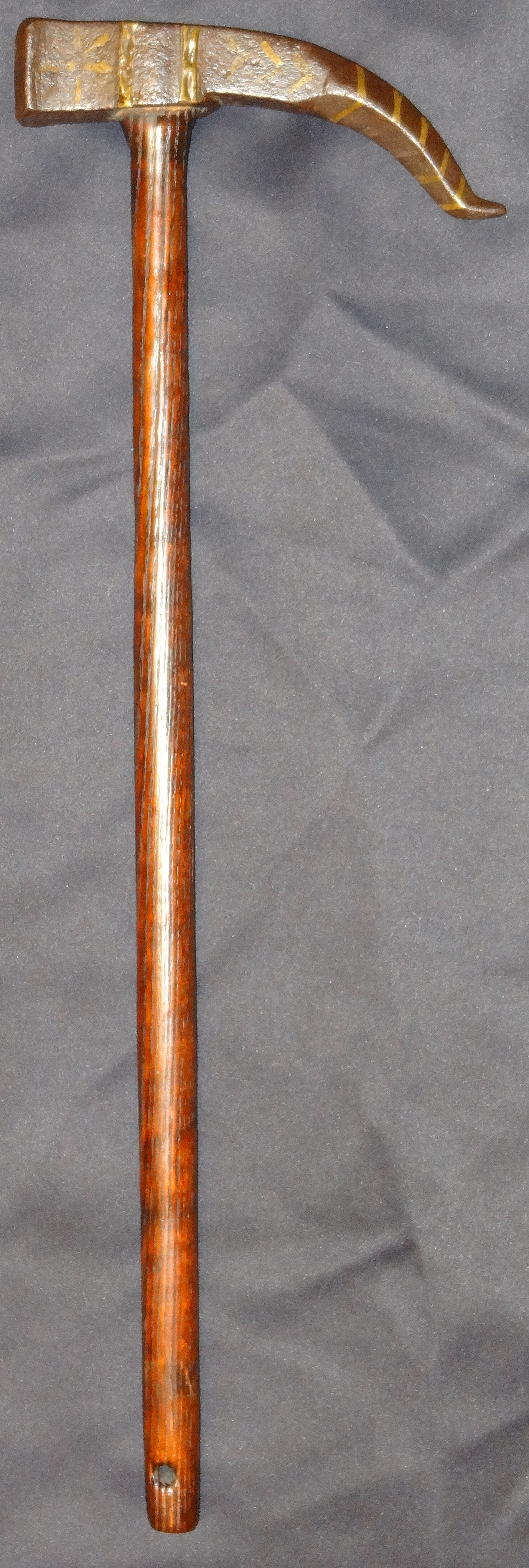
戰鎚。

戰鎚是中世紀的一种近戰武器，外观類似鎚。戰鎚由鎚柄和鎚頭組成，通常分为单手锤和双手锤。单手锤通常为骑兵专用，所以也被叫骑士锤。常见长度为0.5-2米，重1.5-3.5公斤。握柄有許多種長度，最長甚至和斧槍差不多長，而锤头一般用铁或铅做成，最短的長度則是接近錘（Mace）。長戰鎚是一種長杆兵器，用於對付騎士；短戰鎚則是用於更近的距離與騎馬時使用。後期的短戰鎚在鎚頭的其中一端擁有尖錐，使其擁有更多的功能。
1382年巴黎地区的反对重税的鉛錘黨運動是戰鎚首次作为武器使用的记录，叛乱者被称为“鉛錘黨”也是因为他们使用的武器是铅锤。同年的罗斯贝克战役中，法军士兵也有使用战锤作为武器。在15到16世纪，弓兵也曾将战锤作为武器，如英国的长弓手。